# مجعدة الحور
مُجَعَّدة الحَوْر أو تَفْرِيَنَة الحور هو فطر غير مكتمل وهو أحد مسببات الأمراض النباتية . يسبب ظهور بثور على أوراق أشجار الحور.